# おさえきれない この気持ち
『おさえきれない この気持ち』（おさえきれない このきもち）は、T-BOLANの7枚目のシングル。

## 概要
テレビ朝日制作・テレビ朝日系月曜ドラマ・イン『いちご白書』（1993年1月11日 - 3月15日）エンディングテーマ。
T-BOLAN初のオリコンシングルチャート1位獲得かつ自身最高の初動売上28.2万枚を記録した。

## 収録曲
1. おさえきれない この気持ち
作詞･作曲:森友嵐士 編曲:T-BOLAN・明石昌夫
2. シャイなJealousy
作詞･作曲:森友嵐士 編曲:T-BOLAN・明石昌夫

## 楽曲の収録アルバム
- HEART OF STONE (#1)
- 夏の終わりにII 〜Lookin' for the eighth color of the rainbow〜 (#2、Acoustic version)
- SINGLES (#1)
- BALLADS (#1)
- complete of T-BOLAN at the BEING studio (#1)
- BEST OF BEST 1000 T-BOLAN (#1)
- T-BOLAN BEST HITS (#1)
- LEGENDS (#1)
- ADDITIONAL DISC (#2)
- T-BOLAN 〜夏の終わりに BEST〜 LOVE SONGS+1 & LIFE SONGS (#2、Acoustic version)
- T-BOLAN COMPLETE SINGLES 〜SATISFY〜 (#1)

## ゲストコーラス
- 生沢佑一 from TWINZER
- 栗林誠一郎